# Jacques Peaks
Die Jacques Peaks sind eine Gruppe bis zu 385 m hoher Berge an der Danco-Küste des Grahamlands auf der Antarktischen Halbinsel. Sie ragen am nordwestlichen Ende der Reclus-Halbinsel auf, deren markanteste Erhebung sie sind.
Erstmals verzeichnet sind sie auf einer argentinischen Landkarte aus dem Jahr 1954. Das UK Antarctic Place-Names Committee benannte sie 1960 nach Greville Lawson Jacques (1924–2005), leitender Hubschrauberpilot bei der Falkland Islands and Dependencies Aerial Survey Expedition (1955–1957), der hier eine Landung zur Errichtung einer Vermessungsstation vollführt hatte.